# Kingu
Kingu – wieś w Estonii, w prowincji Viljandi, w gminie Viljandi. Do 2013 w gminie Pärsti.
Archaiczne nazwy wsi to: Кинго (1855–1859) i Kingo (1945).